# Phone Power

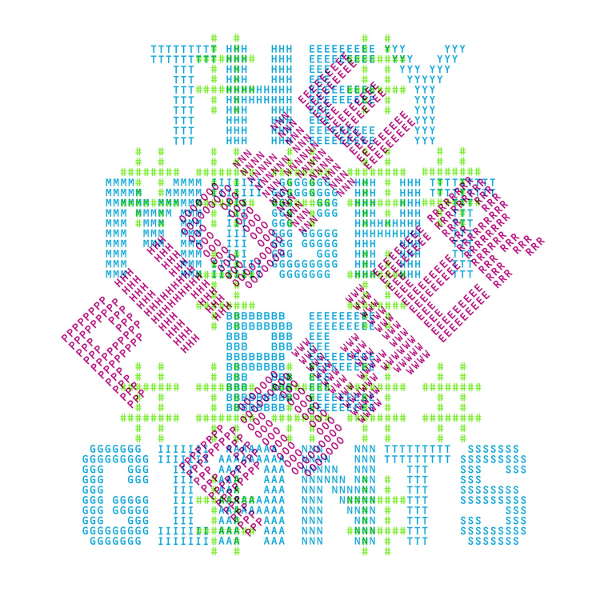

Phone Power è un album in studio del gruppo alternative rock statunitense They Might Be Giants, pubblicato nel 2016.

## Tracce
1. Apophenia – 2:33
2. I Love You For Psychological Reasons – 3:01
3. To A Forest – 2:10
4. I Am Alone – 2:29
5. Say Nice Things About Detroit – 2:42
6. Trouble Awful Devil Evil – 3:29
7. ECNALUBMA – 2:56
8. Daylight – 1:52
9. Sold My Mind to the Kremlin – 2:03
10. It Said Something – 3:13
11. Impossibly New – 2:07
12. I'll Be Haunting You – 2:48
13. Got Getting Up So Down – 1:42
14. What Did I Do to You? – 1:29
15. Shape Shifter – 3:12
16. Bills, Bills, Bills (Destiny's Child cover) – 3:16
17. Black Ops Alt – 2:31
18. I Wasn't Listening – 1:31